# Wilhelm Sundheim

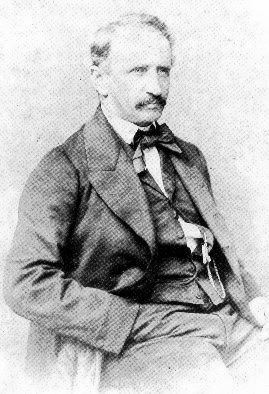
Wilhelm Sundheim

Wilhelm Sundheim-Giese (Guillermo Sundheim de la Cueva; * 3. Juli 1840 in Gießen; † 7. August 1903 in Huelva) war ein aus Deutschland stammender Unternehmer und Konsul im spanischen Huelva. Ihm ist ein Teil der baulichen, wirtschaftlichen und kulturellen Entwicklung der Provinz Huelva gegen Ende des 19. Jahrhunderts zu verdanken. 

## Biografie
Nach einem kurzen Aufenthalt in England gelangte Sundheim mit 24 Jahren als Handelsvertreter nach Sevilla. In Anbetracht der enormen Möglichkeiten industrieller Entwicklung, die die Region bot, ließ sich Wilhelm Sundheim 1865 in Huelva nieder. Er heiratete 1866 Justa de la Cueva y Camporredondo, die aus einer einflussreichen Familie aus La Palma del Condado stammte. Das Paar hatte vier Kinder.
Hier konnte er bald seine wirtschaftlichen und kulturellen Ambitionen verwirklichten. 1879 wurde er zum Adoptivsohn der Stadt ernannt, und die Straße, an der sein Anwesen lag, erhielt seinen Namen. Bei einem offiziellen Besuch Königs Alfons XII. im März 1882 wurde dieser im Haus der Sundheims empfangen.
Wilhelm Sundheim starb 1903 an einem typhoiden Fieber. Er gilt als bedeutendster Vertreter des ausländischen Bürgertums, das sich in den Jahren der industriellen Expansion in diesem Ort niederließ.

## Beiträge zur Entwicklung Huelvas und der Provinz
Sundheim bewirkte die Gründung des Konzerns Rio Tinto Company Limited, indem er verschiedene ausländische Unternehmer auf die Minen der Cuenca Minera aufmerksam machte, darunter Heinrich Doetsch und Hugh Matheson. Seine Verbindung zu dieser Firma, deren Repräsentant er in Spanien und Portugal war, bestand bis 1876, als er das Vertrauen der Geschäftsführung verlor. 
Außerdem trug er dazu bei, dass der damalige Hafen von Huelva durch eine Eisenbahnlinie mit der Cuenca Minera verbunden wurde und trieb die Modernisierung dieses Hafens voran, damit die zunehmende Menge an Gütern aus den Minen weitertransportiert werden konnten. Er ermöglichte den Bau von Schienen und Bahnhöfen, die Huelva mit Zafra (dortiger Bahnhof) und Sevilla (Bahnhof Huelva-Término) verband. 1875 erwarb er die Rechte für den Bau der Strecke nach Sevilla, die er seinerseits an die Eisenbahngesellschaft Madrid-Zaragoza-Alicante (MZA) veräußerte. Ein Jahr später kaufte er unter dem Namen Sundheim-Doetsch die Konzession für die Linie nach Zafra.
Sein Beitrag auf kultureller Ebene war nicht weniger herausragend. Sundheim war einer der Organisatoren der Feierlichkeiten zum 400. Jubiläum der Entdeckung Amerikas, anlässlich derer er den Geschäftssitz Casa de Colón bauen ließ, das fast verlassene Kloster La Rábida wieder ins Bewusstsein brachte und schon 1880 bei der Gründung des Geschichtsvereins Real Sociedad Colombina Onubense half. Außerdem war er als geschickter Vermarkter der Strände von Punta Umbría aktiv, die er unter den englischen Minendirektoren bekannt machte. 1889 war Wilhelm Sundheim an der Gründung des Fußballklubs Real Club Recreativo de Huelva beteiligt.

## Quelle
- María Asunción Díaz Zamorano: Huelva. La construcción de una ciudad. Excelentísimo Ayuntamiento de Huelva, Huelva, 1999. ISBN 84-88267-10-X.